# Флаг Сергиевского
Флаг внутригородского муниципального образования муниципальный округ Сергиевское в Выборгском районе города Санкт-Петербурга Российской Федерации — опознавательно-правовой знак, служащий официальным символом муниципального образования и знаком единства его населения.
Ныне действующий флаг утверждён 8 февраля 2011 года и внесён в Государственный геральдический регистр Российской Федерации с присвоением регистрационного номера 6588.
Законом Санкт-Петербурга от 14 марта 2017 года № 123-22 1 июля 2017 года муниципальный округ Парнас переименован в муниципальный округ Сергиевское в честь преподобного Сергия Радонежского.

## Описание
«Флаг муниципального образования муниципальный округ Парнас представляет собой прямоугольное полотнище с отношением ширины флага к длине — 2:3, воспроизводящее композицию герба муниципального образования муниципальный округ Парнас в красном и жёлтом цветах».
Геральдическое описание герба, утверждённого 17 ноября 2010 года, гласило: «В червлёном (красном) поле сидящий Аполлон, обернувшийся влево, играющий на лире, позади ног которого — лук и колчан со стрелами, сопровождаемый внизу двумя рогами изобилия, накрест, отворёнными вверх, из которых исходят листья и плоды. Все фигуры — золотые».
Геральдическое описание герба, утверждённого 8 февраля 2011 года, гласит: «В червлёном (красном) поле с золотой костылевидной оконечностью, обременённой двумя червлёными рогами изобилия накрест, отворенными вверх, из которых исходят листья и плоды — сидящий на золотом камне и обернувшийся влево золотой Аполлон, играющий на золотой кифаре».

## Обоснование символики
Слово «Парнас» связано с древнегреческой мифологией и означает место обитания бога Аполлона и муз, и в переносном смысле означает содружество поэтов.
Золотой Аполлон, играющий на лире — напоминание о названии округа Парнас. Название восходит к горе Парнас в Шуваловском парке и к одноименной железнодорожной станции, появившейся в 1940 году. Кроме того, символизирует многочисленные топонимы — названия улиц и проспектов, посвященные теме искусства и культуры.
Два золотых рога изобилия — символизируют разнообразие продукции выпускаемой предприятиями промзоны «Парнас». Символ восходит к рогам козы Амалфеи, вскормившей Зевса. В настоящее время на территории муниципального образования Парнас находятся около 75 предприятий.
Жёлтый цвет (золото) — могущество, сила, постоянство, вера, справедливость, добродетель, верность.
Красный цвет — сила, могущество, благородство, право, мужество храбрость, неустрашимость. Символ труда, жизнеутверждающей силы, праздника, красоты, солнца и тепла.